# Marianna Razik
Marianna Razik (ur. 5 sierpnia 1915 r. w Jeżewie k/Raciąża, zm. w 2000 r.) – polska malarka naiwna i artystka cyrkowa, laureatka Nagrody Kolberga.

## Życie i twórczość
W 1921 r. zamieszkała w Mdzewie. Pochodziła z rodziny chłopsko-rzemieślniczej. Jej ojciec prowadził gospodarstwo rolne, był także wytwórcą przedmiotów tkackich. W zajęciach tych pomagał brat Marianny, Jan, który w późniejszych latach nie mając już zbytu na narzędzia tkackie, zaczął rzeźbić w drewnie. Marianna po ukończeniu szkoły podstawowej oddana została na służbę do pilnowania dzieci. Później, do wybuchu wojny, pracowała w Warszawie, jako pomoc w gabinecie dentystycznym. Czas okupacji niemieckiej przeżyła w bardzo ciężkich warunkach na przymusowych robotach i w łagrach. W maju 1945 r. wróciła do rodzinnej miejscowości ranna i chora. W tym samym roku w ich domu zatrzymał się na kilkudniowy odpoczynek więzień ze Stutthofu. Był to artysta cyrkowy noszący takie samo nazwisko - Franciszek Razik. Franciszek i Marianna zostali małżeństwem, stworzyli zespół cyrkowy, w którym okazjonalnie występował też brat Marianny. Pod koniec 1945 r. wystąpili już z pierwszym programem w pobliskim Strzegowie. Uzyskali uprawnienia i rozpoczęli ,,tournée” po Polsce, dając przedstawienia w remizach strażackich, w domach kultury, w świetlicach szkolnych. Wędrując od miejscowości do miejscowości, w których odbywały się odpusty i jarmarki, przemierzali Mazowsze, Podlasie, Mazury i Kujawy. Zespół działał do 1968 r.   
Po śmierci męża Marianna Razik zamieszkała u brata. On rzeźbił, ona zaczęła malować. Przez wiele lat malowała na płótnie obrazy w formie makat. Głównymi tematami jej twórczości były sceny religijne i patriotyczne. Zarówno Marianna, jak i Jan Razikowie byli bardzo religijni i oczytani w literaturze historycznej. W rzeźbie i w obrazach pragnęli przedstawiać, najważniejsze wartości wyniesione z domu rodzinnego - miłość oraz służbę Bogu i Ojczyźnie. Obrazy religijne i patriotyczne Marianny Razik są wyrazem takiego właśnie posłannictwa. Motywy religijne łączyła z historycznymi malując np. Zmartwychwstanie Chrystusa na tle Orła Białego lub ważne postacie polskiego Kościoła. Niektóre z obrazów M. Razik są odbiciem snów artystki. W 1991 r. otrzymała prestiżową Nagrodę Oskara Kolberga. Namalowała kilkadziesiąt obrazów-makat. Większość z nich traﬁła do zbiorów muzealnych, głównie do Muzeum Szlachty Mazowieckiej w Ciechanowie. Placówka ta organizowała wystawy prac Marianny i Jana Razików. Jej Madonny z cudownych obrazów prezentowane są na stałej wystawie. Inne prace znajdują się w zbiorach Muzeum Mazowieckiego w Płocku i Muzeum Etnograficznym im. Marii Znamierowskiej-Prüfferowej w Toruniu. W Strzegowie czynna jest Izba pamięci Marianny Razik. Życiu artystki poświęcona została książka Anny Fryczkowskiej pt. Cyrkówka Marianna, wydana w 2020 r.